# Булдаков, Михаил Матвеевич
Михаил Матвеевич Булдаков (1766—1830) — русский предприниматель и путешественник, организатор ряда кругосветных экспедиций. Первенствующий директор Российско-Американской компании, являлся также членом-корреспондентом Императорской Академии наук. Родился в Великом Устюге в 1766 году, умер 28 мая в 1830 году.

## Биография
Булдаков был из купеческого сословия Великого Устюга и в юношестве не приобрёл систематического образования. Научившись грамоте, Булдаков сразу уехал торговать в Иркутск и Кяхту. Умный и предприимчивый, Михаил, досконально изучил торговый бизнес Сибири и завязал торговые связи с китайцами в Кяхте. Г. И. Шелихов, партнёр Американской компании, заметил коммерческие способности Булдакова. После смерти Шелихова, 20 июля 1795 года, многие частные компании, воспользовавшись его кончиной, пытались привести в упадок дела Шелихова на американских островах, тогда жена умершего Шелихова попросила помощи у Булдакова, своего зятя. Булдаков согласился помочь, в 1797 году произошло слияние компаний Шелихова и Голикова с компаниями иркутских купцов; акт объединения Высочайше был утвержден в 1799 году, и огромную компанию приняли под Высочайшее покровительство. Как только иркутские акционеры избрали трех директоров из своего окружения, император Павел I сразу пожелал, чтоб среди директоров был непременно член семьи Шелихова, и 15 ноября 1799 года это место получил Булдаков, ему присвоили звание первенствующего директора компании и пожаловали шпагу. В следующем году, в марте, Михаилу присвоили звание коммерции советника. Примерно в то же время, по Высочайшему повелению, главное управление Российско-Американской компании перевели в Петербург, как и прежде, там Михаил продолжал свою торговую деятельность. Весь в делах о расширении торговых операций компании, Булдаков в 1803 году начал кругосветную экспедицию, до него этого никто ещё не делал. Благодаря этому он сблизился с Александром I, и тот стал ему доверять, как никому. Булдаков также подружился с известнейшими государственными сановниками. Ещё до этого, в апреле 1802 года, Михаила сделали коллежским асессором, а после успешной экспедиции первого корабля, в августе 1806 года, его по Высочайшему повелению наградили орденом св. Владимира 4-й степени. В дальнейшем с лёгкой руки Булдакова корабли неоднократно совершали кругосветное плавание: «Нева» в 1806 г., «Суворов» в 1813 г., «Кутузов» и «Суворов» в 1816 г. и «Кутузов» в 1820 г. Император Александр много раз благодарил Михаила. 20 декабря 1810 года он был пожалован в надворные советники. Но чуть больше десятка лет до смерти Михаила, у него начались серьёзные проблемы со здоровьем и для улучшения самочувствия он отправлялся к себе в поместье в Великом Устюге. Он начал задумываться об отставке, но акционеры чуть ли не умоляли его остаться и он им уступал. Только доведя свой организм тяжёлой работой до полного изнеможения, Булдаков отошёл от дел, это случилось 1 марта 1827 года.

## Семья
Жена — дочь мореплавателя Г. И. Шелихова, Авдотья (Евдокия) Григорьевна.
Единственный сын — Булдаков, Николай Михайлович (1802—1849) — русский государственный деятель, Симбирский губернатор, действительный статский советник.